# Entenei

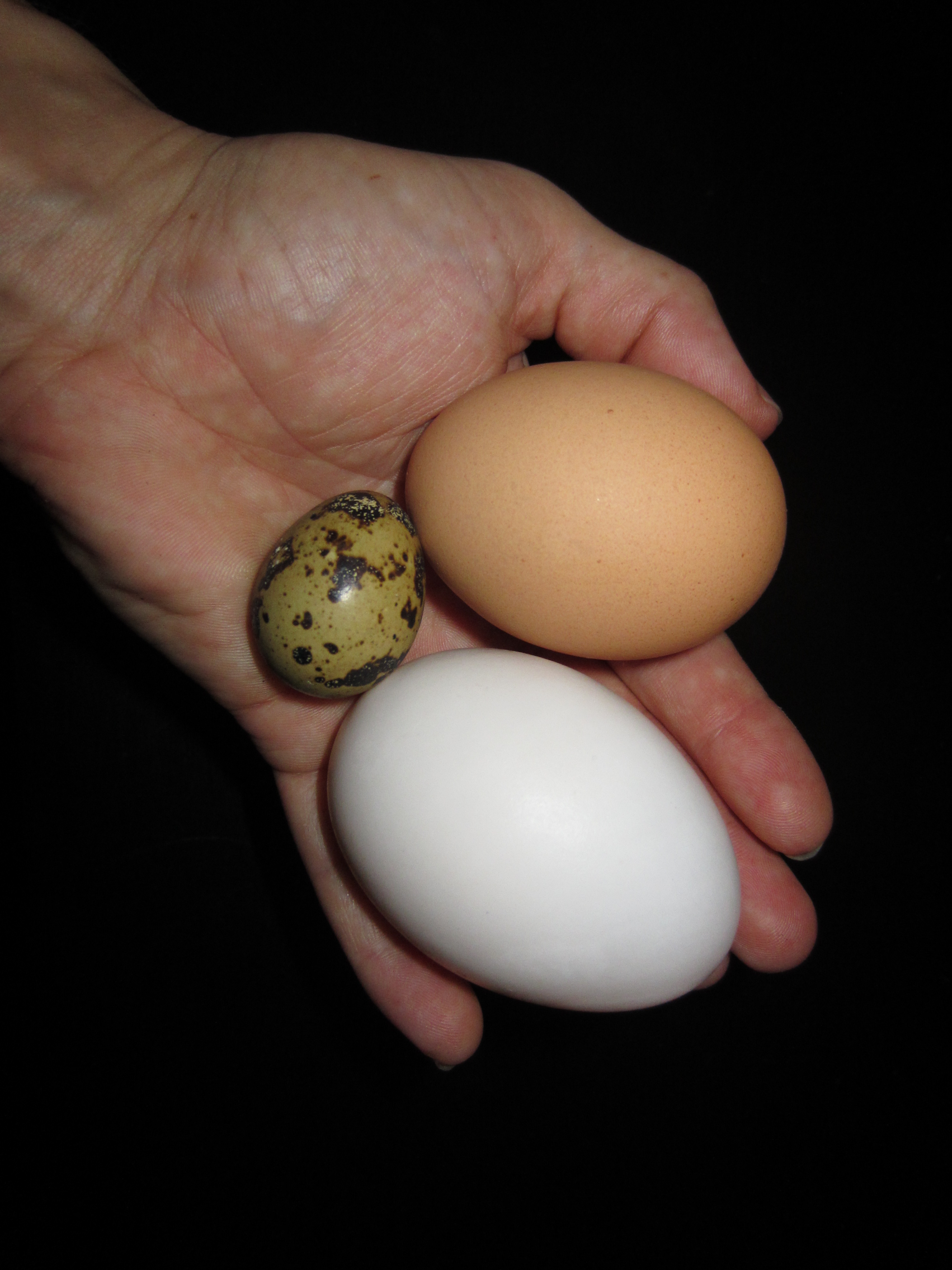
Größenvergleich zwischen Wachtel-, Hühner- und Entenei (weiß)

Enteneier, die Eier von Entenvögeln, sind im Durchschnitt größer und schwerer als Hühnereier, sie wiegen etwa 60 bis 75 Gramm (den Gewichtsklassen L bis XL bei Hühnereiern entsprechend). Enteneier haben einen anteilig größeren und stärker gefärbten Dotter, die Schale ist etwas dicker, der Geschmack intensiver.
Früher galten sie in Europa als Delikatesse und wurden auch allgemein wie Hühnereier zum Kochen und Backen verwendet. Aufgrund der Lebensweise von Enten besteht jedoch eine erhöhte Gefahr des Befalls mit Salmonellen und weiteren Erregern, in Großbritannien soll in den 1920er Jahren ein Ausbruch von Paratyphus durch den Verzehr von Enteneiern verursacht worden sein. In Deutschland wurden 1936 erste gesetzliche Bestimmungen für den Handel mit ihnen erlassen, die modifiziert auch heute noch gelten und verordnen, die Eier nur mit einem Aufdruck „Verbraucherhinweis: Vor Verzehr 10 Minuten durcherhitzen“ in Verkehr zu bringen. Nach dieser Zeit sind sie durchgegart und alle Erreger abgetötet.
Im Zuge der „Ersten Verordnung zur Änderung von Vorschriften zur Durchführung des gemeinschaftlichen Lebensmittelhygienerechts“ (1. EULMRDVÄndV) wurde die Eier- und Eiprodukte-Verordnung außer Kraft gesetzt. Seither gelten nur noch die Vorschriften der Tier-LMHV für Direktvermarkter und den Einzelhandel bzw. der VO 853 für Großerzeuger. Beide Verordnungen enthalten spezifische Hygienevorschriften für Lebensmittel tierischen Ursprungs, ohne speziell auf Enteneier einzugehen. Heute werden in Deutschland Enteneier nur noch selten angeboten. Enteneier aus kommerziellen Haltungssystemen sind dabei i. d. R. frei von Salmonellen. Wichtig ist beim Kauf auf ein entsprechendes Monitoring der Legetiere zu achten.
Enteneier haben 0,41 g mehr Kohlenhydrate und 2,97 g mehr Protein pro Portion als ein Hühnerei. Sie bestechen durch Vielseitigkeit und Tiefe im Geschmack und erzielen vollere und reichhaltigere Aromen. Sie sind heute genauso einfach zu verwenden wie ein gewöhnliches Hühnerei. Konditoren wählen sie wegen des Eigelbs und des cremigen Geschmacks, ideal für Baisers, Crème Brûlées oder Kuchen.
In Asien spielen Enteneier bis heute eine größere Rolle. In China stellt man aus ihnen unter anderem sogenannte Tausendjährige Eier her, auf den Philippinen und in Vietnam Balut, gekochte, etwa zwei Wochen lang angebrütete Enteneier.
Der physiologische Brennwert frischer Enteneier beträgt ca. 750 – 840 kJ/100 g (180 – 200 kcal/100 g), bei einem Gehalt von 15 g Fett, 13 g Eiweiß, 0,54 mg Vitamin A, 1,2 mg β-Carotin, 5 µg Vitamin D und 5,4 µg Vitamin B12.